# Pabellón municipal Infanta Cristina
El Pabellón Polideportivo Municipal Infanta Cristina es una pista cubierta ubicada en Roquetas, Almería, España y es donde disputa sus partidos oficiales el Club Balonmano Roquetas.

## Historia
Inaugurado en 1994, se ubica sobre una superficie total de 1900 m2 y es la casa de, entre otros clubes deportivos de la zona, del Club Balonmano Roquetas o el Club Deportivo Roquetas Baloncesto.
En 1994 se intentó modificar el nombre del recinto, que está dedicada a la Infanta Cristina de Borbón debido al enjuiciamiento de la hermana del rey español en el caso Noos.

## Instalaciones
Su parte principal tiene una pista polideportiva (con líneas de fútbol-sala, baloncesto y voleibol). Además tiene dos transversales de baloncesto y una de voleibol.
Además tiene 3 salas polivalentes (Sala Norte, Sala Sur y Sala Tatami).
Cuenta con 3 oficinas, un gimnasio con máquinas, una sala para ajedrez, ocho vestuarios colectivos (6 vestuarios de equipos y 2 de árbitros), ocho aseos públicos, un almacén, además de una sala dedicada a enfermería.